# La libertà di Brema
La libertà di Brema (Bremer Freiheit) è un film televisivo del 1972 del regista Rainer Werner Fassbinder.